# Precenicco
Precenicco (friülà Prissinins) és un municipi italià, dins de la província d'Udine. És a la regió de la Bassa Friülana. L'any 2007 tenia 1.524 habitants. Limita amb els municipis de Latisana, Marano Lagunare i Palazzolo dello Stella.